# Over Haddon
Over Haddon est une paroisse civile et un village du Derbyshire, en Angleterre.